# Foi, Mureș
Foi (în maghiară Folyfalva) este un sat în comuna Crăciunești din județul Mureș, Transilvania, România. A fost înființat în anul 2006 prin reorganizarea comunei Crăciunești, din care face parte.

## Descoperiri arheologice
- Lângă Pârâul mare (Nagypatak), la circa 1 km de sat s-a descoperit o galerie subterană, pe direcția est-vest, conținând urne funerare din ceramică, cu datare neprecizată.[2]
- La locul numit "Urcușul", sub locul "Szoszek" s-a descoperit o așezare preistorică, în care s-au găsit fragmente de vase groase, cu datare neprecizată [2]